# Matthew Le Tissier
Matthew Paul Le Tissier, também conhecido como Matt Le Tissier (Saint Peter Port, 14 de outubro de 1968), é um ex-futebolista inglês que atuava como meia-atacante. Atualmente é comentarista esportivo e presidente honorário do Guernsey FC.
Meia-atacante, Le Tissier dispunha de excepcionais habilidades técnicas, sendo considerado um dos futebolistas mais técnicos revelados nas últimas décadas do futebol inglês, tendo atuado toda sua carreira profissional pelo Southampton, onde se tornou o segundo maior goleador da história da equipe, atrás apenas de Mick Channon. Também ficou em segundo numa lista dos cinquenta maiores jogadores da história do Southampton criada pela Times, atrás do próprio Channon. Ainda jogaria uma temporada no Eastleigh antes da aposentadoria, em 2003.
Em abril de 2013, aos 44 anos de idade, voltou aos gramados para ajudar o Guernsey FC, que disputava na época a primeira divisão da Combined Counties Football League, correspondente ao nono escalão do futebol inglês - atualmente, joga a primeira divisão da Isthmian League (oitava divisão). O clube precisaria disputar 17 jogos e precisava vencer 7 para conquistar o acesso, e Le Tissier fez sua estreia pelos Leões Verdes contra o Colliers Wood United, substituindo Ollie McKenzie na derrota por 4 a 2. Este foi também o único jogo disputado pelo meia-atacante pelo Guernsey, que obteve a segunda vaga de acesso à primeira divisão da Isthmian League.
Le Tissier também ficou conhecido pelo seu incrível recorde de gols por pênaltis, considerado por muitos como um dos maiores beneficiados da penalidade na história. Ele converteu 48 cobranças, tendo desperdiçado apenas uma: na partida contra o Nottingham Forest, após o goleiro Mark Crossley defendê-la. Esses gols também o ajudaram a chegar aos 101 tentos na Premier League, sendo o primeiro meia a conseguir tal feito.
Apesar de sua habilidade e seus antológicos gols do meio de campo, com os quais decidiu diversas partidas a favor do Southampton, Le Tissier também ficou marcado por sua falta de ambição e profissionalismo durante a carreira, sendo um grande adepto de visitas frequentes aos pubs ingleses antes das partidas, além de ter o habito de fumar..